# العلاقات الرومانية الفرنسية
العلاقات الرومانية الفرنسية هي العلاقات الثنائية التي تجمع بين رومانيا وفرنسا.

## مقارنة بين البلدين
هذه مقارنة عامة ومرجعية للدولتين:
| وجه المقارنة                                              | رومانيا                                                                               | فرنسا                                                    |
| --------------------------------------------------------- | ------------------------------------------------------------------------------------- | -------------------------------------------------------- |
| المساحة (كم2)                                             | 238.40 ألف                                                                            | 643.80 ألف                                               |
| عدد السكان (نسمة)                                         | 19.59 مليون                                                                           | 67.12 مليون                                              |
| الكثافة السكانية (ن./كم²)                                 | 82.17                                                                                 | 104.26                                                   |
| العاصمة                                                   | بوخارست                                                                               | باريس                                                    |
| اللغة الرسمية                                             | اللغة الرومانية                                                                       | لغة فرنسية                                               |
| العملة                                                    | ليو روماني                                                                            | يورو، فرنك س ف ب، فرنك فرنسي، Livre tournois ‏            |
| الناتج المحلي الإجمالي (بليون دولار)                      | 211.80 مليار                                                                          | 2.58 تريليون                                             |
| الناتج المحلي الإجمالي (تعادل القوة الشرائية) بليون دولار | 465.56 مليار                                                                          | 2.87 تريليون                                             |
| الناتج المحلي الإجمالي الاسمي للفرد دولار أمريكي          | 9.47 ألف                                                                              | 36.20 ألف                                                |
| الناتج المحلي الإجمالي للفرد دولار أمريكي                 | 23.63 ألف                                                                             | 39.33 ألف                                                |
| مؤشر التنمية البشرية                                      | 0.793                                                                                 | 0.888                                                    |
| رمز المكالمات الدولي                                      | +40                                                                                   | +33                                                      |
| رمز الإنترنت                                              | .ro                                                                                   | .fr، .bzh ‏، .tf، .re، .wf، .yt، .pm، .paris              |
| المنطقة الزمنية                                           | ت ع م+02:00، ت ع م+03:00، أوروبا/بوخارست ‏، توقيت شرق أوروبا، توقيت شرق أوروبا الصيفي ‏ | أوروبا/باريس ‏، توقيت وسط أوروبا، توقيت وسط أوروبا الصيفي |

## مدن متوأمة
في ما يلي قائمة باتفاقيات التوأمة بين مدن رومانية وفرنسية:
- ترتبط سيغيشوارا مع بلوا باتفاقية توأمة منذ 8 سبتمبر 2007.[20]
- ترتبط Câmpia Turzii [الإنجليزية]‏ مع La Salvetat-Saint-Gilles [الإنجليزية]‏ باتفاقية توأمة.
- ترتبط Dorohoi [الإنجليزية]‏ مع شوليه باتفاقية توأمة.
- ترتبط كرايوفا مع ليون باتفاقية توأمة.[21][21]
- ترتبط Rădăuți [الإنجليزية]‏ مع Pontault-Combault [الإنجليزية]‏ باتفاقية توأمة.
- ترتبط غالاتس مع بيساك باتفاقية توأمة.
- ترتبط Târgu Neamț [الإنجليزية]‏ مع سانت إتيان باتفاقية توأمة.
- ترتبط Vătava [الإنجليزية]‏ مع لافال باتفاقية توأمة.
- ترتبط Turda [الإنجليزية]‏ مع أنغوليم باتفاقية توأمة.
- ترتبط Călărași, Dolj [الإنجليزية]‏ مع Chartres-de-Bretagne [الإنجليزية]‏ باتفاقية توأمة.
- ترتبط أيو [الإنجليزية]‏ مع مدينه باتفاقية توأمة.
- ترتبط كونستانتسا مع بريست باتفاقية توأمة منذ 1993.[22][22][22][22]
- ترتبط Cârlibaba [الإنجليزية]‏ مع بيجل (بلدية فرنسية) باتفاقية توأمة.
- ترتبط Bocșa, Sălaj [الإنجليزية]‏ مع La Valette-du-Var [الإنجليزية]‏ باتفاقية توأمة.
- ترتبط ترجوفيشت مع أورفولت باتفاقية توأمة.
- ترتبط Hodac [الإنجليزية]‏ مع بريسوير باتفاقية توأمة.
- ترتبط Vama  [لغات أخرى]‏ مع لوفيسين [الإنجليزية]‏ باتفاقية توأمة.
- ترتبط Victoria, Brașov [الإنجليزية]‏ مع Chevilly-Larue [الإنجليزية]‏ باتفاقية توأمة.
- ترتبط Tălmaciu [الإنجليزية]‏ مع فيتري باتفاقية توأمة.
- ترتبط تيميشوارا مع ميلوز باتفاقية توأمة منذ 12 مارس 1991.[23][24][25][26]
- ترتبط Făget [الإنجليزية]‏ مع  باتفاقية توأمة.
- ترتبط Gura Humorului [الإنجليزية]‏ مع Marly-le-Roi [الإنجليزية]‏ باتفاقية توأمة.
- ترتبط ترجو جيو مع فورباخ باتفاقية توأمة.
- ترتبط Gherla [الإنجليزية]‏ مع ايزور باتفاقية توأمة.
- ترتبط Plopana  [لغات أخرى]‏ مع Aubigny-sur-Nère [الإنجليزية]‏ باتفاقية توأمة.
- ترتبط برايلا مع كاليه باتفاقية توأمة.
- ترتبط Berteștii de Jos [الإنجليزية]‏ مع لور (هوت ساون) باتفاقية توأمة.
- ترتبط كاتالينا مع بويلاس باتفاقية توأمة.
- ترتبط بوكشة [الإنجليزية]‏ مع La Valette-du-Var [الإنجليزية]‏ باتفاقية توأمة.
- ترتبط لوغوج مع أورليان باتفاقية توأمة منذ 1983.[27][28][29][30]
- ترتبط Sângeorgiu de Pădure [الإنجليزية]‏ مع Varades [الإنجليزية]‏ باتفاقية توأمة.
- ترتبط Ineu [الإنجليزية]‏ مع Seynod [الإنجليزية]‏ باتفاقية توأمة منذ 1999.
- ترتبط Putna, Suceava [الإنجليزية]‏ مع Montmorillon [الإنجليزية]‏ باتفاقية توأمة منذ 2013.[31]
- ترتبط كالاراش مع وييوفرانش سور سئون باتفاقية توأمة.
- ترتبط تشرنافودا مع سان سبستيان سور لوير باتفاقية توأمة.
- ترتبط Măcin [الإنجليزية]‏ مع بلايي باتفاقية توأمة.
- ترتبط سيريت مع غرانفيل باتفاقية توأمة.
- ترتبط Cisnădie [الإنجليزية]‏ مع شاتو تييري باتفاقية توأمة.
- ترتبط كورتا دي أرجيش مع نيفير باتفاقية توأمة منذ 1990.
- ترتبط سوتشافا مع لافال باتفاقية توأمة منذ 31 أكتوبر 2003.
- ترتبط Sânmihaiu Român [الإنجليزية]‏ مع Mornac-sur-Seudre [الإنجليزية]‏ باتفاقية توأمة.
- ترتبط Poienile Izei  [لغات أخرى]‏ مع Maxéville [الإنجليزية]‏ باتفاقية توأمة.
- ترتبط Brabova [الإنجليزية]‏ مع شاتوبريانت باتفاقية توأمة.
- ترتبط Cleja  [لغات أخرى]‏ مع سانت اربلن باتفاقية توأمة.
- ترتبط هونيدوارا مع أرجنتوي باتفاقية توأمة منذ 1974.
- ترتبط أوراديا مع Ceyrat [الإنجليزية]‏ باتفاقية توأمة منذ 2005.[32][32][33][33]
- ترتبط Diosig [الإنجليزية]‏ مع Fontenay-le-Comte [الإنجليزية]‏ باتفاقية توأمة.
- ترتبط Osica de Sus  [لغات أخرى]‏ مع Mont-Saint-Aignan [الإنجليزية]‏ باتفاقية توأمة.
- ترتبط Slimnic [الإنجليزية]‏ مع Pacé, Ille-et-Vilaine [الإنجليزية]‏ باتفاقية توأمة منذ 10 مايو 1997.
- ترتبط  مع Montmorillon [الإنجليزية]‏ باتفاقية توأمة منذ 2013.
- ترتبط دروبيتا تورنو سيفيرين مع أورلي باتفاقية توأمة.
- ترتبط Orăștie [الإنجليزية]‏ مع Fenouillet, Haute-Garonne [الإنجليزية]‏ باتفاقية توأمة.
- ترتبط Câmpulung [الإنجليزية]‏ مع سواسون باتفاقية توأمة.
- ترتبط Ciacova [الإنجليزية]‏ مع Saint-Pardoux-la-Rivière [الإنجليزية]‏ باتفاقية توأمة.
- ترتبط كلوج نابوكا مع ديجون باتفاقية توأمة.
- ترتبط Reghin [الإنجليزية]‏ مع بور لا رين باتفاقية توأمة.
- ترتبط ديج [الإنجليزية]‏ مع بوفيه باتفاقية توأمة.
- ترتبط Vălenii de Munte [الإنجليزية]‏ مع أوبوني باتفاقية توأمة.
- ترتبط ياش مع بواتييه باتفاقية توأمة منذ 16 يوليو 2003.
- ترتبط سيبيو مع رين باتفاقية توأمة منذ 1990.
- ترتبط Săcele [الإنجليزية]‏ مع Vire [الإنجليزية]‏ باتفاقية توأمة.
- ترتبط Onești [الإنجليزية]‏ مع Eysines [الإنجليزية]‏ باتفاقية توأمة.
- ترتبط براشوف مع تور باتفاقية توأمة.[34]
- ترتبط كوفاسنا مع بويلاس باتفاقية توأمة.
- ترتبط سينايا مع أثيس مونس باتفاقية توأمة.
- ترتبط ديفا مع أراس باتفاقية توأمة.
- ترتبط Șeica Mare [الإنجليزية]‏ مع Acigné [الإنجليزية]‏ باتفاقية توأمة.
- ترتبط بيستريتسا مع بيزنسون باتفاقية توأمة.
- ترتبط Comarnic [الإنجليزية]‏ مع سافيني لي تمبل باتفاقية توأمة.
- ترتبط ميوفني [الإنجليزية]‏ مع Landerneau [الإنجليزية]‏ باتفاقية توأمة.

## منظمات دولية مشتركة
يشترك البلدان في عضوية مجموعة من المنظمات الدولية، منها:
| علم المنظمة | اسم المنظمة                               | تاريخ انضمام رومانيا | تاريخ انضمام فرنسا |
| ----------- | ----------------------------------------- | -------------------- | ------------------ |
|             | المنظمة الأوروبية لسلامة الملاحة الجوية   | 1996                 | 1960               |
|             | المنظمة الهيدروغرافية الدولية             | ?                    | ?                  |
|             | منظمة الشرطة الجنائية الدولية             | ?                    | ?                  |
|             | الاتحاد البريدي العالمي                   | ?                    | ?                  |
|             | مركز تنسيق الحركة في أوروبا ‏              | ?                    | ?                  |
|             | حلف شمال الأطلسي                          | 29 مارس 2004         | 4 أبريل 1949       |
|             | منظمة التجارة العالمية                    | 1995                 | 1995               |
|             | الفريق المعني برصد الأرض                  | ?                    | ?                  |
|             | مجموعة الموردين النوويين                  | ?                    | ?                  |
|             | مؤسسة التنمية الدولية                     | 12 أبريل 2014        | 30 ديسمبر 1960     |
|             | اتفاقية السماوات المفتوحة                 | ?                    | ?                  |
|             | منظمة الأمن والتعاون في أوروبا            | 25 يونيو 1973        | 25 يونيو 1973      |
|             | مؤسسة التمويل الدولية                     | 23 سبتمبر 1990       | 20 يوليو 1956      |
|             | مجلس أوروبا                               | 7 أكتوبر 1993        | 5 مايو 1949        |
|             | منظمة حظر الأسلحة الكيميائية              | ?                    | ?                  |
|             | الأمم المتحدة                             | 14 ديسمبر 1955       | 24 أكتوبر 1945     |
|             | الاتحاد الدولي للاتصالات                  | 9 فبراير 1866        | 1866               |
|             | الاتحاد الأوروبي                          | 2007                 | 25 مارس 1957       |
|             | البنك الدولي للإنشاء والتعمير             | 15 ديسمبر 1972       | 27 ديسمبر 1945     |
|             | مجموعة أستراليا                           | 1995                 | 1985               |
|             | المركز الدولي لتسوية المنازعات الاستشارية | 12 أكتوبر 1975       | 20 سبتمبر 1967     |
|             | وكالة الفضاء الأوروبية                    | 23 ديسمبر 2011       | 30 أكتوبر 1980     |
|             | وكالة ضمان الاستثمار متعدد الأطراف        | 10 سبتمبر 1992       | 28 ديسمبر 1989     |
|             | يونسكو                                    | 27 يوليو 1956        | 4 نوفمبر 1946      |

## أعلام
هذه قائمة لبعض الشخصيات التي تربطها علاقات بالبلدين:
- أوجين يونسكو (كاتب مسرحي روماني، 26 نوفمبر 1909[43][44][45] – 28 مارس 1994[43][45][46])
- إميل سيوران (كاتب وفيلسوف، 8 أبريل 1911[47] – 20 يونيو 1995[47])
- جورج اينيسكو (ملحن روماني، 19 أغسطس 1881[48][49][50] – 4 مايو 1955[48][49][50])
- كارول الأول (20 أبريل 1839[51][52][53] – 10 أكتوبر 1914[51][52][53])
- كارول الثاني (ملك مملكة رومانيا سابقاً، 15 أكتوبر 1893[54][55] – 4 أبريل 1953[54][55])

## وصلات خارجية
- موقع وزارة الخارجية الرومانية
- موقع وزارة الخارجية الفرنسية